# アメリカミヤコドリ
アメリカミヤコドリ （アメリカ都鳥、学名：Haematopus palliatus）は、チドリ目ミヤコドリ科に分類される鳥類。

## 分布
北アメリカ大陸、南アメリカ大陸の沿岸および島嶼、西インド諸島、ガラパゴス諸島。

## 亜種
クレメンツでは2亜種に分類される。
- H. palliatus palliatus （基亜種）アメリカミヤコドリ[2]
- H. palliatus galapagensis （ガラパゴス亜種）ガラパゴスミヤコドリ[2]

## 形態

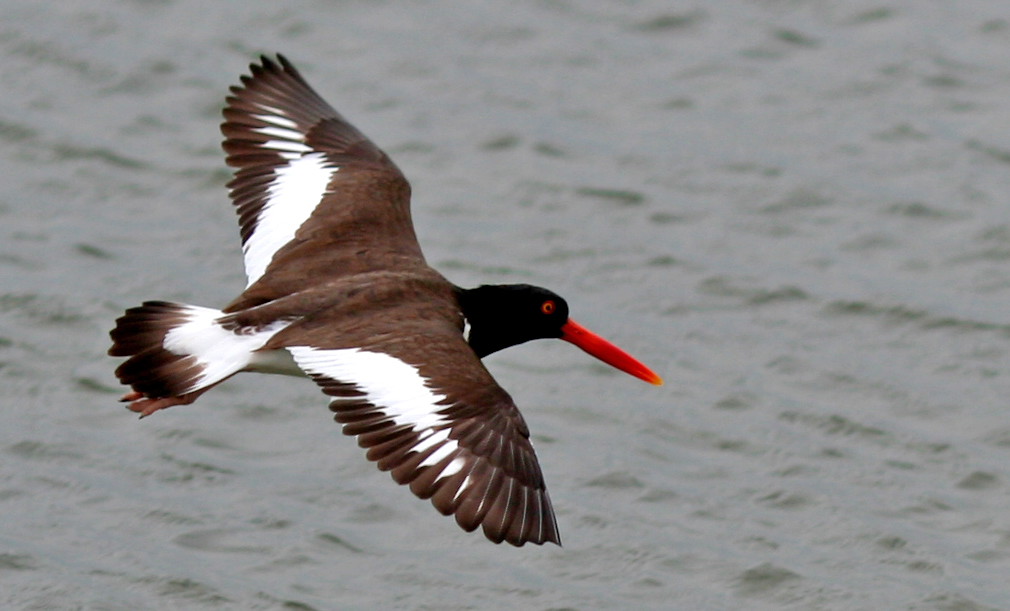
飛翔時上面（フロリダ州西部）

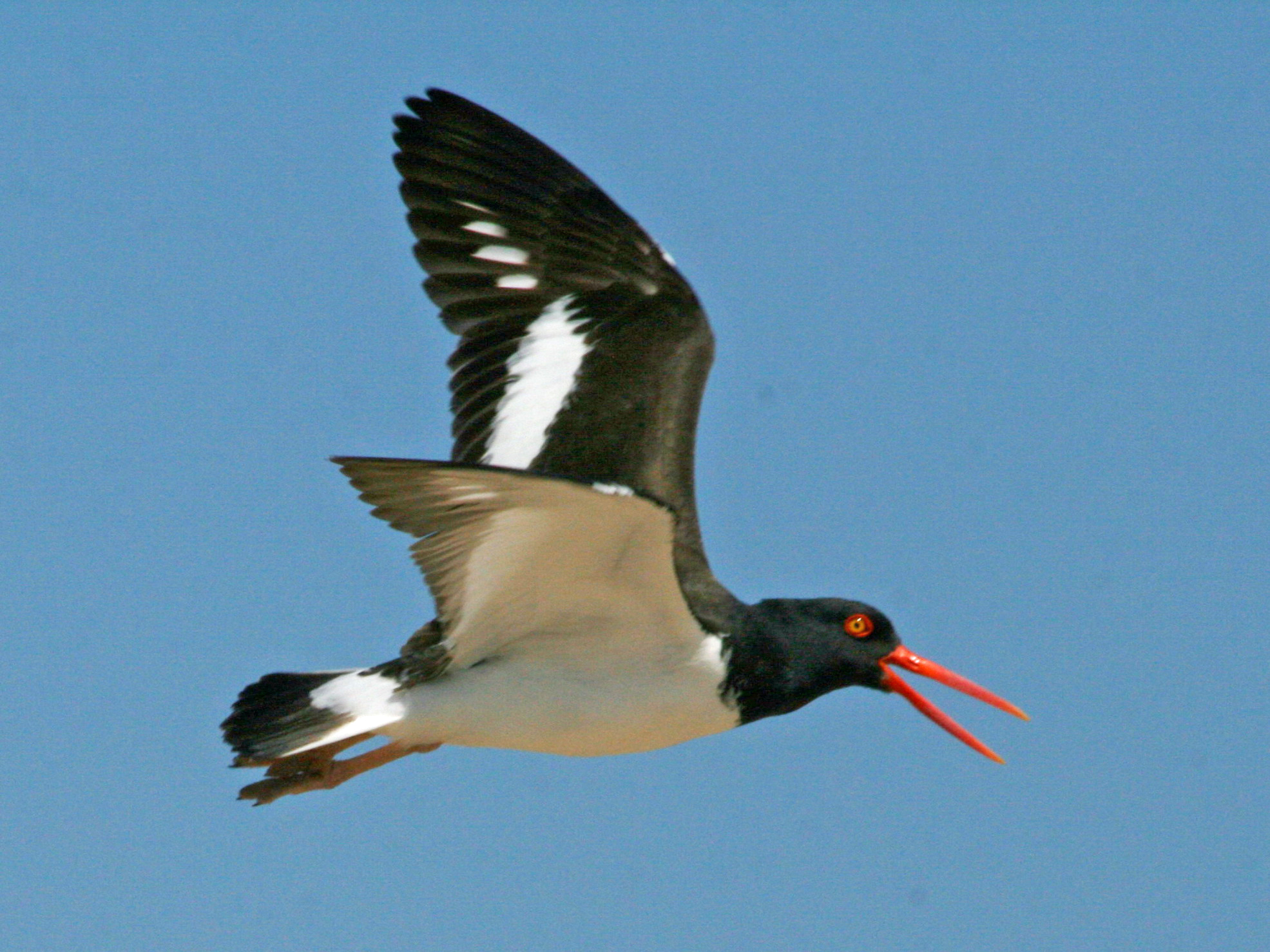
飛翔時下面（ノースカロライナ州）

全長40-44cm、翼長23.2-27.5cm、嘴長6.4-9.5cm、跗蹠長4.9-6.8cm、尾長9.0-11.2cm。成鳥は全体として白黒で、長くて厚い橙赤色のくちばしを持つ。頭部と頸部および翼は黒く、飛翔時には白色の翼帯と尾の上面に白帯がでる。背は褐色。腹や翼下面は白色。虹彩は黄色で、橙赤色のアイリングがある。足は淡桃色。若鳥はくちばしが桃褐色で先が暗色。虹彩は褐色をおび、アイリングは狭く赤みが鈍い。足は鈍い灰色をおびる。

## 生態
水際にて、主に二枚貝など軟体動物等の無脊椎動物を捕食する。

## 参照・注釈
1. ↑  BirdLife International (2016). “Haematopus palliatus”. IUCN Red List of Threatened Species 2016:  e.T22693644A93416407. doi:10.2305/IUCN.UK.2016-3.RLTS.T22693644A93416407.en 2021年11月11日閲覧。.
2. 1 2 3  Clements, James F. (2007). The Clements Checklist of Birds of the World (6th ed.). Ithaca, New York: Cornell University Press. p. 89. ISBN 978-0-8014-4501-9
3. 1 2  Peter Hayman, John Marchant, Tony Prater, SHOREBIRDS an identification guide, (Paperback, 1986) p. 48, p. 225.